# Papillilabium
Papillilabium es un género monotípico de orquídeas epifitas. Su única especie: Papillilabium beckleri, es originaria de Australia.

## Descripción
Es una orquídea diminuta que prefiere el clima cálido, con hábito de epifita.  monopodial, tiene un tronco corto con  2 a 6 hojas estrechamente lineares, agudas, basalmente envolventes. Florece en una inflorescencia colgante corta de 1 a 4 cm con 3-8  flores muy fragantes que aparecen en la primavera.

## Distribución y hábitat
Se encuentran en Queensland y Nueva Gales del Sur en Australia en alturas inferiores a 650 metros.

## Taxonomía
Papillilabium beckleri fue descrita por (F.Muell. ex Benth.) Dockrill y publicado en Australasian Sarcanthinae 31. 1967.
Sinonimia
- Cleisostoma beckleri F.Muell. ex Benth.
- Saccolabium virgatum T.E.Hunt
- Sarcanthus beckleri (F.Muell. ex Benth.) Rupp
- Sarcochilus beckleri (F.Muell. ex Benth.) F.Muell.